# Cressat
Cressat település Franciaországban, Creuse megyében. Lakosainak száma 514 fő (2022. január 1.). Cressat Ahun, Jarnages, Moutier-d’Ahun, Pionnat, Saint-Dizier-la-Tour, Saint-Pardoux-les-Cards, Vigeville és Parsac községekkel határos.

## Népesség
A település népességének változása:
| Lakosok száma | 765  | 647  | 552  | 557  | 557  | 554  | 553  | 528  | 516  | 514  |
|               | 1968 | 1982 | 1990 | 2006 | 2013 | 2015 | 2017 | 2019 | 2020 | 2022 |